# Huangpufloden

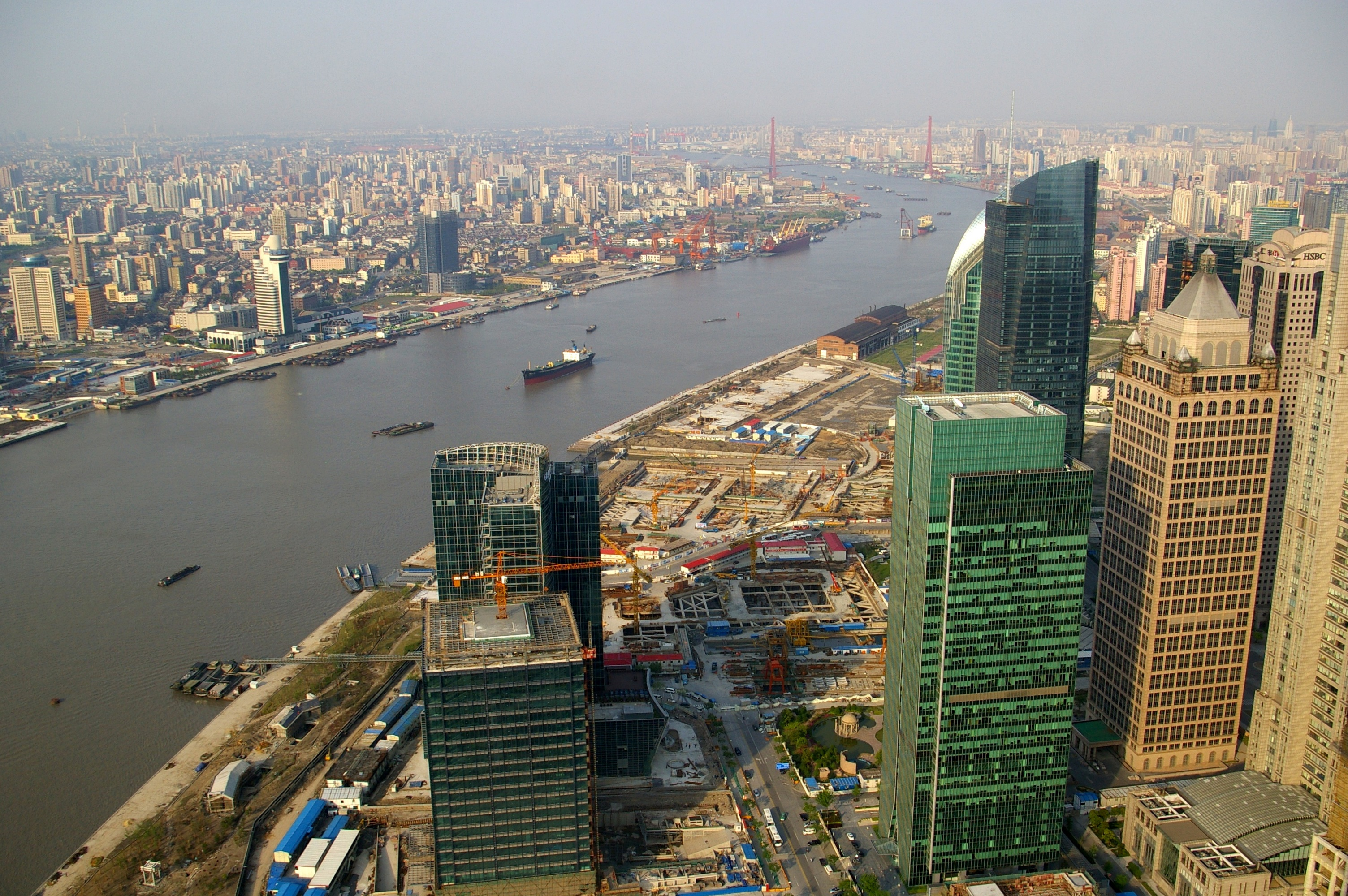
Huanpufloden i Shanghai

Huangpufloden (traditionell kinesiska: 黃浦江; förenklad kinesiska: 黄浦江; hanyu pinyin: Huángpu Jiang) är en biflod till Yangtzefloden, vilken är Kinas längsta flod. Huangpufloden flyter genom centrala Shanghai.
Ett äldre namn på floden är Chunsheng Jiang (春申江).